# Siciliaanse Expeditie
De Siciliaanse Expeditie was een Atheense expeditie naar Sicilië van 415 v.Chr. tot 413 v.Chr., tijdens de Peloponnesische Oorlog. De expeditie liep na een succesvol begin op een totaal fiasco uit. Thucydides schreef wrang in zijn Geschiedenis van de Peloponnesische Oorlog dat de generaals die deze campagne aanvoerden nauwelijks iets van Sicilië of de Siciliaanse bevolking af wisten, zodat het Griekse leger veel te klein was om het eiland te kunnen veroveren. De 19e-eeuwse Britse historicus Edward Creasy rekende de Slag bij Syracuse, waar de Siciliaanse expeditie gebroken werd, onder zijn vijftien meest beslissende veldslagen in de wereld.

## Verzoek om hulp van Segesta
Aan de eerste fase van de Peloponnesische Oorlog was met de Vrede van Nicias in 421 v.Chr. een einde gekomen, en in 415 hadden Athene en Sparta een formeel vredesverdrag. In dat jaar stuurde Segesta, de hoofdstad van de Elymiërs in West-Sicilië, ambassadeurs naar Athene om hulp te vragen in hun oorlog tegen Selinus. De Segestanen brachten voldoende geld naar Athene om zestig schepen voor een maand te betalen. De Atheners hadden reeds eerder in de oorlog een vloot naar Sicilië gestuurd, en werden aangetrokken door de overvloed aan graan en andere rijkdommen; door Segesta te helpen dachten ze een bruggenhoofd te kunnen slaan om het eiland later misschien te veroveren. De wijze raad van Pericles, die zolang hij leefde Athene gewaarschuwd had tegen een te zware belasting van het rijk, was vrijwel volkomen vergeten.

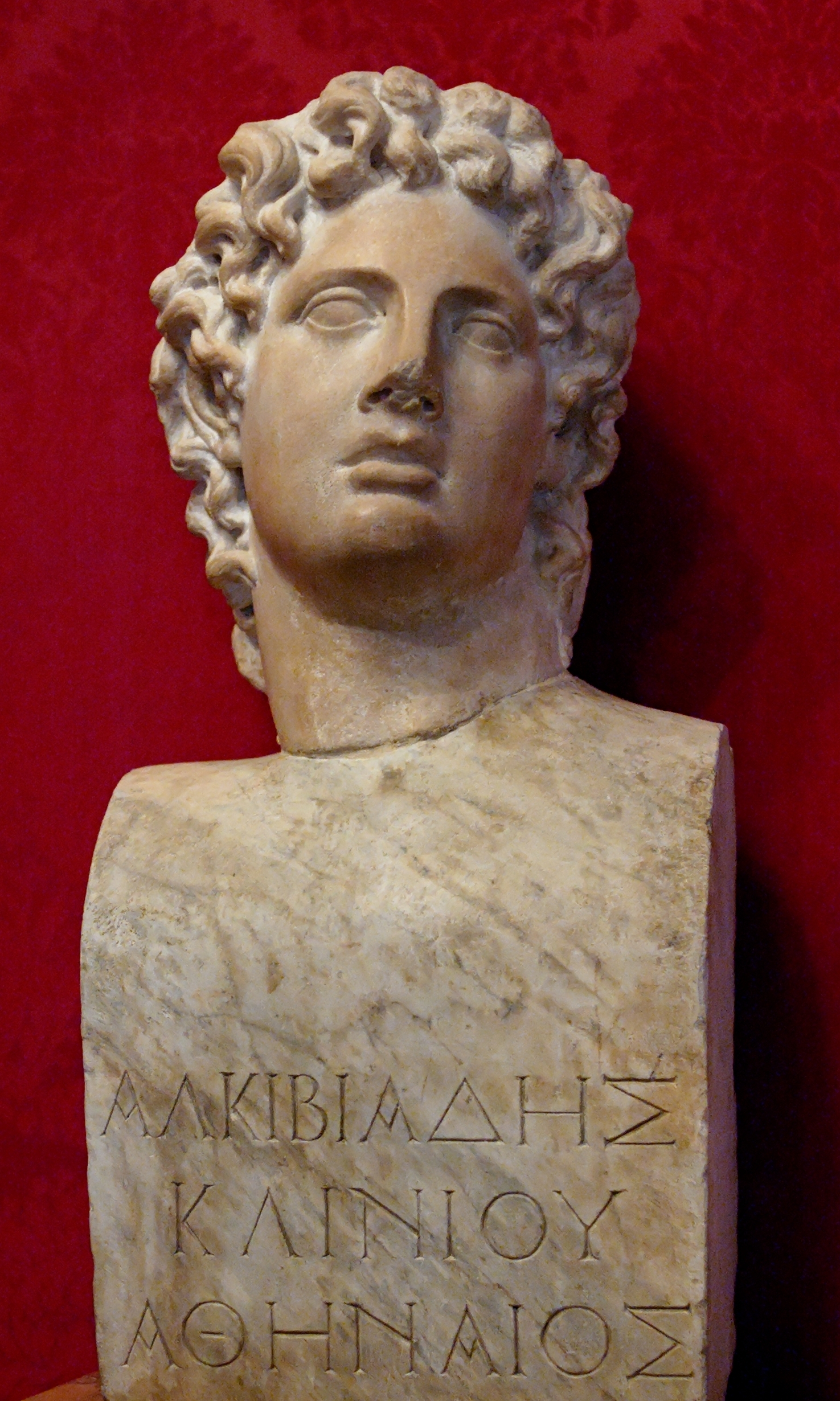
Alcibiades

### Het debat
Nicias, Alcibiades en Lamachus werden gekozen om de expeditie te leiden, ook al had Nicias er geen belangstelling voor. Vijf dagen na hun verkiezing was er een debat in de volksvergadering tussen de tegenstanders van de expeditie, geleid door Nicias, en de voorstanders, geleid door Alcibiades. Nicias stelde dat zij zich niet in een oorlog moesten laten slepen die hun niet aanging, en dat Athene zich, ondanks het vredesverdrag dat hij zelf enkele jaren eerder opgesteld had, niet veilig moest achten. Sparta was nog steeds hun vijand, en zij konden zich niet veroorloven om tijd en mensen te verliezen in een oorlog in een ver land, terwijl hun eigen vijanden zo dichtbij waren. Zelfs al zouden ze erin slagen Sicilië op de een of andere manier te veroveren, wat volgens Nicias de achterliggende reden was voor de expeditie, dan zou het nog onmogelijk zijn het te besturen. De zwakkere en armere bondgenoten van Athene begonnen continu revoltes tegen hen, en zij waren veel dichterbij. De Sicilianen, zo pleitte hij, zouden veel banger zijn voor Athene als de Atheners niet in de strijd op de proef gesteld werden, net zoals Athene veel banger was voor de Spartanen voordat het die in de oorlog verslagen had. Ten slotte hoopte hij dat zijn medeburgers zich niet zouden laten verleiden door de jonge en arrogante Alcibiades, die naar zijn mening alleen uit was op persoonlijke glorie.
Er werden verschillende andere toespraken gehouden, voornamelijk pleidooien vóór de expeditie, voordat Alcibiades zijn antwoord aan Nicias kon geven. Nadat hij het had opgenomen voor zijn jeugd en arrogantie, beweerde hij dat de situatie overeenkwam met die van de Atheners in hun oorlog met Perzië, terwijl ze ook toen vijanden dichter bij huis hadden. Hun overwinning op de Perzen had Athene roem gebracht en vormde het fundament voor de Delische Bond, en deze expeditie zou hun dezelfde resultaten opleveren. Door de expeditie zou Athene in vredestijd toch actief blijven, zodat het voorbereid zou zijn op een toekomstige Spartaanse aanval.
Nicias hield daarna een tweede toespraak. Hij zei dat Athene een veel grotere vloot en leger nodig zou hebben om haar doel te bereiken, veel meer dan de zestig schepen die Segesta had voorgesteld om uit te rusten. Hij hoopte dat de Atheners zouden beginnen te twijfelen wanneer zij zich dit realiseerden, maar het tegenovergestelde gebeurde, zij werden nog enthousiaster. Nicias suggereerde schoorvoetend dat zij zouden moeten uitvaren met minstens 100 triremen en 5000 hoplieten, plus nog duizenden lichtbewapende manschappen en veel voorraden.

## Hermenschandaal
Na lange voorbereidingen was de vloot gereed om uit te varen. De nacht voor het vertrek vernielde iemand een groot aantal hermai – de stenen gedenktekens als eerbetoon aan Hermes, die rond de stad geplaatst waren om haar geluk te brengen. Dit Hermenschandaal werd als een slecht voorteken voor de expeditie beschouwd. In het daaropvolgende onderzoek beweerden Andokides en andere politieke tegenstanders van Alcibiades dat hij verantwoordelijk was.
Alcibiades bood zich vrijwillig aan voor een rechtszaak waarin hij de doodstraf zou krijgen als hij er niet in slaagde zijn onschuld te bewijzen. Alcibiades was geliefd en genoot als strategos de steun van het Atheense leger. Tijdens de voorbereidingen had hij ook de steun van Argos en Mantinea verkregen. Hij werd niet aangeklaagd en de Atheense vloot voer de volgende dag uit. Het was de grootste militaire expeditie ooit opgetuigd door een Griekse stad, tot dan toe.
Zijn tegenstanders wachtten totdat Alcibiades uitgevaren was voordat zij de beschuldigingen tegen hem uitbrachten. De reden daarvoor was dat het leger, zijn belangrijkste bron van steun, afwezig was, en zijn aanhangers zouden in de minderheid zijn wanneer het tot een stemming zou komen.

## Reactie van Syracuse
Veel mensen in Syracuse, de rijkste en machtigste stad van Sicilië, zagen de komst van de Atheners als een aanval, onder het voorwendsel van hulp bieden aan Segesta in een ondergeschikte oorlog. De Syracusaanse generaal Hermocrates suggereerde dat zij hulp zouden vragen aan andere Siciliaanse steden, en aan Carthago. Hij wilde ook de Atheense vloot in de Ionische Zee ontmoeten voordat zij zouden arriveren. Anderen beweerden dat Athene geen bedreiging was voor Syracuse, en dat sommige mensen nog niet eens geloofden dat er een vloot onderweg was, omdat Athene niet zo dwaas zou zijn om hen aan te vallen terwijl ze zelf nog in oorlog met Sparta waren. Athenagoras beschuldigde Hermocrates en anderen ervan te hebben geprobeerd de bevolking angst aan te jagen, om zo de regering omver te werpen.

## Atheense landing

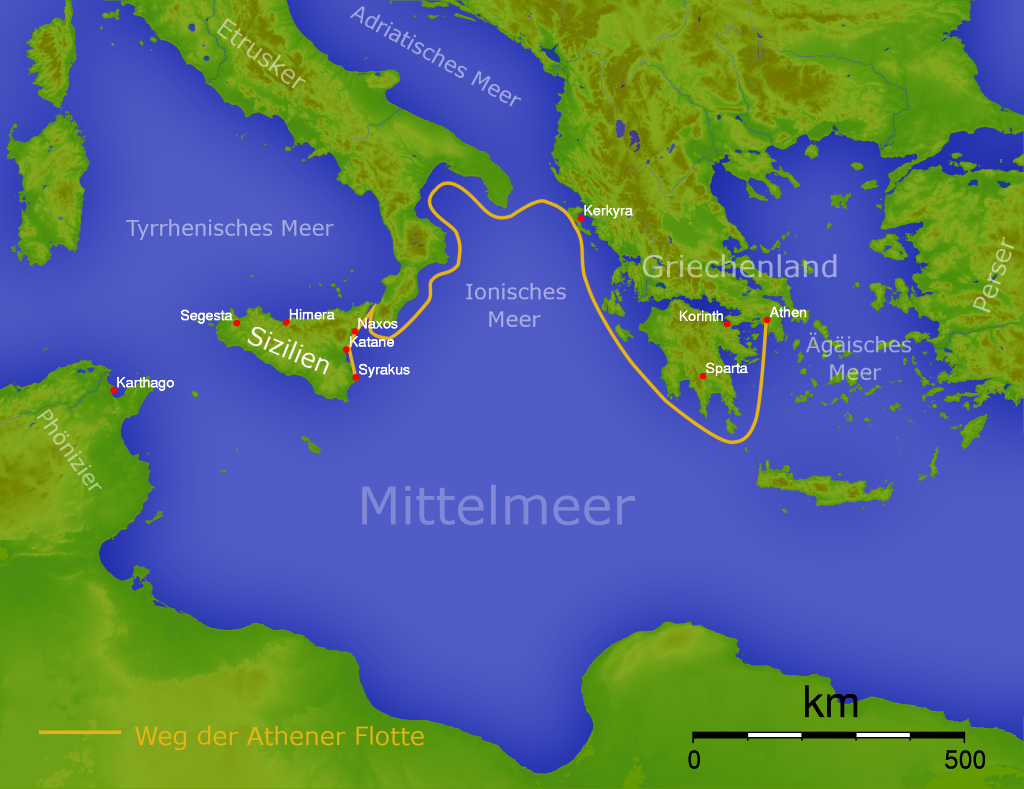
De route van de Atheense vloot. De triremen voeren langs de kust.

De Atheense vloot zeilde eerst naar Korfu om haar bondgenoten te ontmoeten. De schepen werden verdeeld in drie secties, een voor elke commandant. Drie schepen werden vooruit gestuurd om bondgenoten te zoeken in Sicilië. De vloot bestond toen uit 134 triremen (100 van Athene), 5100 hoplieten (van wie 2200 uit Athene), 480 boogschutters, 700 slingeraars, 120 andere lichte troepen en 30 ruiters, met bovendien 130 voorraadschepen en alle manschappen op de triremen en andere niet-strijders.
Zij boekten weinig succes om bondgenoten te vinden op de kust van Zuidelijk Italië, en toen de drie verkenningsschepen terugkwamen, hoorden ze dat Segesta niet het beloofde geld gegeven had. Nicias had dit verwacht maar de andere commandanten waren verbijsterd. Nicias stelde voor om hun macht te tonen en daarna terug naar huis te gaan, terwijl Alcibiades zei dat zij opstanden tegen Syracuse moesten uitlokken, om daarna meteen Syracuse en Selinus aan te vallen. Lamachus was er voorstander van om Syracuse maar meteen aan te vallen.

## Overlopen van Alcibiades
De vloot voer door naar Catania, waar een Atheens schip aankwam met de boodschap dat Alcibiades onder arrest stond, niet alleen voor de vernieling van de hermai, maar ook voor heiligschennis van de Mysteriën van Eleusis. Alcibiades stemde ermee in om terug te keren, maar op de terugweg vluchtte hij met zijn schip naar de Peloponnesos, waar hij zijn toevlucht zocht bij Sparta. Hij werd bij verstek schuldig bevonden en ter dood veroordeeld.

## Ontscheping
De vloot werd verdeeld in twee delen, en het leger werd ontscheept om zich te voegen bij de cavalerie van Segesta. Zij vielen echter niet meteen Syracuse aan, en die winter bereidde Syracuse een aanval voor, terwijl de Atheners hun kamp opsloegen bij Catania. Toen de Syracusanen hun opmars richting Catania maakten, vernamen ze dat de Atheners weer aan boord van hun schepen gegaan waren en de haven van Syracuse binnen voeren. De Syracusanen gingen snel terug en maakten zich op voor het gevecht.

### Eerste slag bij Syracuse

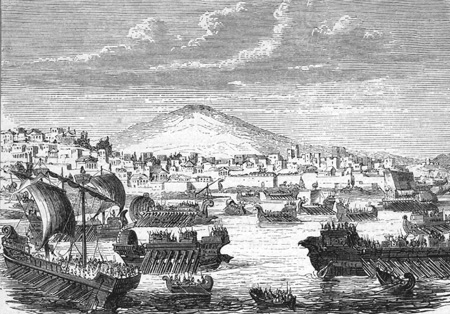
De Atheense vloot voor Syracuse

De Atheense troepen landden buiten Syracuse en stelden zich op in rijen van acht man diep met de Argiven en Mantineërs op de rechterflank en de rest van de bondgenoten op de linkerflank. Het Atheense leger zelf nam het centrum voor hun rekening.
De slagorde van Syracuse was zestien man diep, en het had 1200 ruiters: een enorme overmacht ten opzichte van de Atheense cavalerie, ook al was het totaal aantal mannen min of meer in evenwicht.
De Atheners vielen eerst aan, in de veronderstelling dat ze een sterker en meer ervaren leger hadden en na enig onverwacht sterke tegenstand duwden de Argiven de Syracusaanse linkerflank terug, met als gevolg dat de rest op de vlucht sloeg. De Syracusaanse cavalerie voorkwam dat de Atheners hen op hun vlucht doodden, maar de Syracusanen verloren 260 man, tegen 50 slachtoffers aan Atheense kant. De Atheners voeren terug naar Catania om te overwinteren.

## Winter van 415/Voorjaar van 414 v.Chr.
Hermocrates stelde voor dat Syracuse zijn leger zou reorganiseren. Hij wilde het aantal generaals terugbrengen van vijftien tot² drie: Hermocrates, Heraclides en Sicanus. Tijdens de winter lieten de Atheners ook nog meer geld en cavalerie komen, terwijl Syracuse enkele forten bouwde evenals een muur waarmee het territorium van de stad kon worden uitgebreid.
Ondertussen gingen zowel Hermocrates als Euphemos, de archont van Athene, naar Kamarina om deze stad als bondgenoot te winnen. Hermocrates wilde Kamarina en de andere steden in één unie met Syracuse tegen Athene, maar Euphemus zei dat Syracuse slechts uit was op overheersing van Kamarina, en dat zij de zijde van Athene moesten kiezen om onafhankelijk te blijven. De Kamarinezen besloten neutraal te blijven.

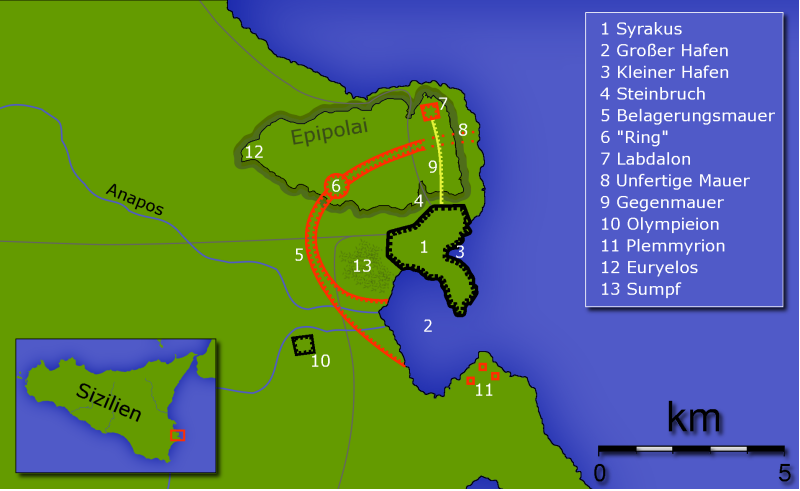
Een mogelijke loop van de belegeringsmuren. De aanwijzingen van Thucydides zijn onduidelijk, de exacte loop van de muren is onbekend.

Athene vroeg daarna hulp aan de Carthagers en de Etrusken, en zowel Athene als Syracuse probeerden de ondersteuning van de Griekse steden in Italië voor zich te winnen.
Vertegenwoordigers van Syracuse kwamen aan in Korinthe en ontmoetten daar Alcibiades, die toen in dienst van Sparta was. Alcibiades liet Sparta weten dat de Peloponnesos een grote invasie te wachten stond indien Sicilië veroverd zou worden en dat ze Syracuse hulp moesten bieden en bovendien de versterking van Decelea, nabij Athene, moesten aanvallen. De Atheners, zo zei hij, zouden niets meer vrezen dan de bezetting van Decelea. Sparta nam dit advies onder beraad, en benoemde Gylippus tot commandant van zijn vloot.
In het voorjaar van 414 v.Chr. arriveerden versterkingen uit Athene, bestaande uit 250 ruiters, 30 bereden boogschutters en 300 zilveren talenten als betaling voor nog 400 meer ruiters van hun Siciliaanse bondgenoten. In de zomer landde men op de Epipolae, de klip boven Syracuse, die werd verdedigd door Diomilus en 600 Syracusanen. Bij de aanval verloren Diomilus en 300 van zijn mannen het leven.
Beide zijden begonnen daarop muren te bouwen. De Atheense muur, genoemd "de Cirkel", was bedoeld om Syracuse af te sluiten van de rest van het eiland, terwijl Syracuse een aantal omwallingen als verdediging bouwde vanuit de stad ten opzichte van de Atheense forten.
Een troepenmacht van 300 Atheners vernietigde een deel van de eerste verdedigingsmuur, maar Syracuse begon meteen met de bouw van een nieuwe, deze keer met een greppel, als blok tegen de Atheense muur, die zo niet tot aan de zee doorgebouwd kon worden. 300 andere Atheners vielen deze muur aan en namen hem in bezit, maar ze werden weer verdreven in een Syracusaanse tegenaanval, waarbij Lamachus gedood werd, zodat Nicias als laatste van de drie oorsoronkelijke aanvoerders overbleef.
Syracuse vernietigde 300 meter van de Atheense muur, maar ze kon de Cirkel, die door Nicias verdedigd werd, niet vernietigen. Nadat Nicias de aanval afgeslagen had, konden de Atheners eindelijk hun muur tot aan de zee doortrekken, en zo een volledige omsingeling van Syracuse te land realiseren. De Atheense vloot voer de haven binnen om de zeeroute te blokkeren. Syracuse zette Hermocrates en Sicanus af als generaals en verving ze door Heraclides, Eucles en Tellias.

## Spartaanse interventie
Kort hierna landde Gylippus bij Himera met 700 mariniers, 100 hoplieten en 100 man cavalerie. Met 1000 Siciliaanse bondgenoten marcheerde hij richting Syracuse. Zij bouwden weer een nieuwe verdedigingsmuur op de Epipolae, maar ze werden verdreven door de Atheners; in een tweede gevecht kon Gylippus de Atheners echter verslaan en Syracuse voltooide zijn verdedigingsmuur, waardoor de Atheense muur waardeloos werd. De vloot uit Korinthe arriveerde ook nog eens en stond onder het commando van Erasinides.
Nicias, uitgeput en ziek, was nu van mening dat het onmogelijk zou zijn om Syracuse in te nemen. Hij schreef een brief naar Athene omdat hij niet vertrouwde op de boodschappers om accuraat verslag uit te brengen en beweerde dat zij ofwel de expeditie terug moesten roepen, ofwel enorme versterkingen moesten sturen. Hij hoopte dat ze in ieder geval hem, zo niet de hele expeditie, terug zouden roepen. In plaats daarvan kozen ze ervoor om versterkingen te leveren onder leiding van Demosthenes en Eurymedon. Eurymedon vertrok onmiddellijk met tien schepen en Demosthenes vertrok wat later met een veel grotere troepenmacht. Ondertussen, vroeg in 413 v.Chr., ging Sparta op het advies van Alcibiades tot actie over en versterkte Decelea en de gestuurde ontzettingsmacht werd verslagen.
Terwijl Eurymedon naar Sicilië zeilde, viel Gylippus met 80 Syracusaanse schepen, inclusief 30 triremen, de 60 schepen van Athene (25 triremen) in de haven aan. Gylippus voerde tevens een gelijktijdige aanval op de Atheense landtroepen aan. In de haven behaalden de Atheners de overhand, zij verloren slechts drie schepen, tegenover elf van Syracuse. Maar Gylippus versloeg de Atheners te land en veroverde twee Atheense forten. Hierdoor gesteund, wist Gylippus alle tot dan toe neutrale steden op Sicilië aan zijn kant te krijgen, maar de bondgenoten van Athene doodden 800 Korinthiërs, inclusief op een na alle ambassadeurs uit Korinthe.

### De komst van Demosthenes

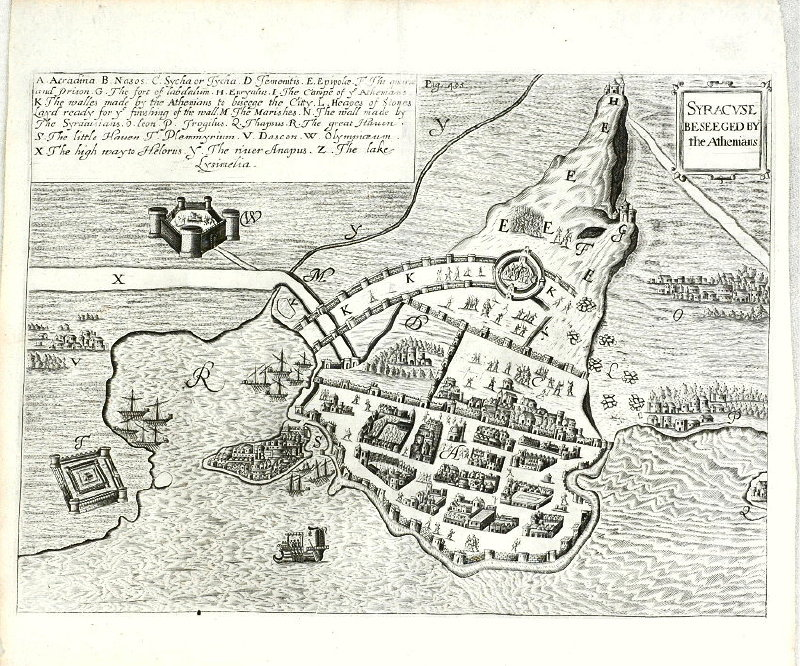
De Atheense belegering van Syracuse

Demosthenes en Eurymedon arriveerden toen met 73 schepen en 5000 hoplieten. Zodra ze er waren, vielen 80 schepen van Syracuse de 75 Atheense schepen in de haven aan. Dit gevecht hield twee dagen aan, zonder resultaat, totdat de Syracusanen de terugtocht veinsden en de Atheners vervolgens aanvielen terwijl ze aan het eten waren. Maar slechts zeven schepen van Athene werden tot zinken gebracht.
Demosthenes meerde daarop zijn troepen af en viel de Syracusaanse verdedigingsmuur op Epipolae aan. Het lukte hem om de muur te slechten, maar hij werd verslagen door een troepenmacht uit Boeotië in het Spartaanse contingent. Vele Atheners stortten van de klip en van de rest werden sommigen gedood toen zij van de helling vluchtten.
De komst van Demosthenes bracht niet veel hulp voor de andere Atheners. Hun kamp lag dicht bij een moeras en velen, inclusief Nicias waren ziek geworden door malaria. Toen hij dit zag, meende Demosthenes dat ze allemaal terug moesten keren naar Athene, om Attica te verdedigen tegen de Spartaanse invasie waarin Decelea al was ingenomen. Nicias, die in eerste instantie tegen de expeditie was, wilde nu echter geen zwakte tonen tegenover zowel Syracuse als Sparta, noch tegenover de Atheners thuis, die hem waarschijnlijk voor het gerecht zouden slepen omdat hij het eiland niet veroverd had. Hij hoopte dat de Syracusaanse schatkist snel leeg zou zijn, en hij was ook op de hoogte gesteld van het feit dat er pro-Atheense facties in Syracuse waren,  die zich gereed hadden gemaakt om de stad aan hem over te dragen. Demosthenes en Eurymedon gaven schoorvoetend toe dat Nicias wellicht gelijk zou hebben, maar toen er Spartaanse versterkingen uit de Peloponnesos arriveerden, gaf Nicias toch toe dat het beter was om te vertrekken.

### Tweede slag bij Syracuse
Net toen de Atheners voorbereidingen troffen om weg te zeilen, was er een maansverduistering op 27 augustus 413 v.Chr. Nicias, door Thucydides omschreven als een buitengewoon bijgelovig man, vroeg de priesters wat hij moest doen. Zij meenden dat de Atheners nog eens 27 dagen moesten wachten en Nicias stemde toe. De Syracusanen gebruikten dit in hun voordeel, en met  26 van hun schepen vielen zij nu de 86 Atheense schepen in de haven aan. De Atheners werden verslagen en Eurymedon werd gedood. Vele schepen werden aan wal geduwd, waar Gylippus klaar stond. Hij vermoordde enkele bemanningsleden en nam 18 schepen in bezit, maar een troepenmacht van Atheners en Etrusken verjoeg Gylippus.
De Atheners bevinden zich nu in een hopeloze situatie. Op 3 september begon Syracuse de ingang van de haven compleet te blokkeren, waardoor de Atheners in de haven ingesloten waren. Buiten Syracuse bouwden de Atheners een kleinere omwalling voor hun zieken en gewonden en brachten alle anderen (inclusief veel van de soldaten die nog aan land waren) aan boord van hun schepen voor één laatste zeeslag, op 9 september. De vloot werd nu aangevoerd door Demosthenes, Menander en Euthydemus, terwijl de Syracusaanse vloot werd geleid door Sicanus en Agatharchus op de vleugels en de Korinthische generaal Pythen met zijn troepen in het centrum. Circa 100 schepen van beide zijden namen deel aan het gevecht.
De Atheense schepen voeren zeer dicht op elkaar en ondervonden grote moeite om te manoeuvreren. Botsingen kwamen veel voor en de Syracusanen konden de Atheense schepen eenvoudig frontaal rammen, zodat de Atheners hun tegenstanders niet meer, zoals zij gewend waren, zijdelings konden rammen. Speerwerpers wierpen hun speren en boogschutters schoten van elk schip, maar de Syracusanen konden de Atheense werphaken vermijden door hun schepen te bedekken met dierenhuiden.
De zeeslag ging enige tijd door zonder duidelijke winnaar, maar Syracuse kon uiteindelijk de Atheense schepen richting de kust duwen, en de Atheense bemanning vluchtte naar haar kamp achter haar muur. Demosthenes meende dat zij terug aan boord moesten gaan om een ontsnapping te forceren, aangezien beide vloten ongeveer de helft van hun schepen verloren hadden, maar Nicias wilde liever zijn toevlucht zoeken op land. Hermocrates stuurde enige zogenaamde informanten naar de Atheners om hun valselijk te rapporteren dat er spionnen en wegblokkades verder inlands waren en dat het dus veiliger was als de Atheners niet weg zouden marcheren. Gylippus gebruikte deze vertraging om wegblokkades op te werpen waar ze nog niet bestonden en de Syracusanen verbrandden of sleepten de Atheense schepen op het strand weg, zodat de Atheners geen enkele vlucht van het eiland meer overbleef.

## Definitieve overwinning van Syracuse

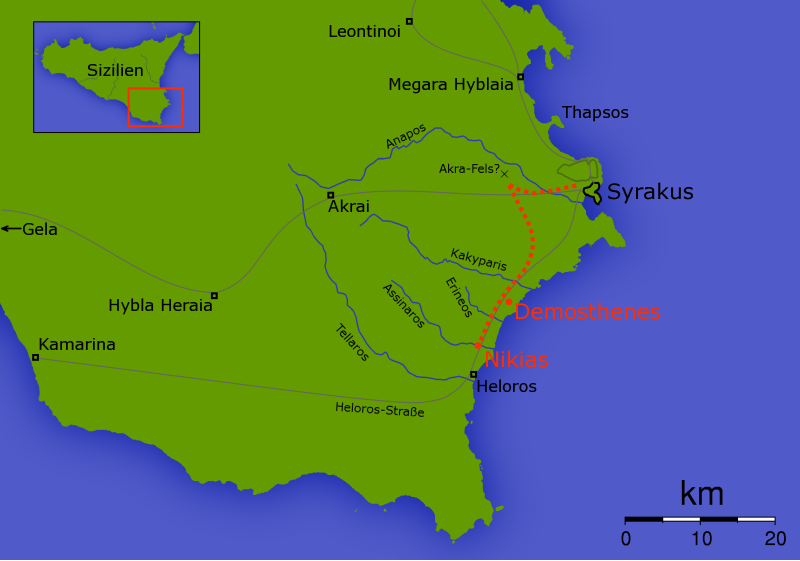
Vermoedelijke route van de 40.000 Atheners. De genoemde plaatsen zijn schattingen van de plek waar Demosthenes capituleerde en waar zijn metgezel Nicias de Assinaros overstak.

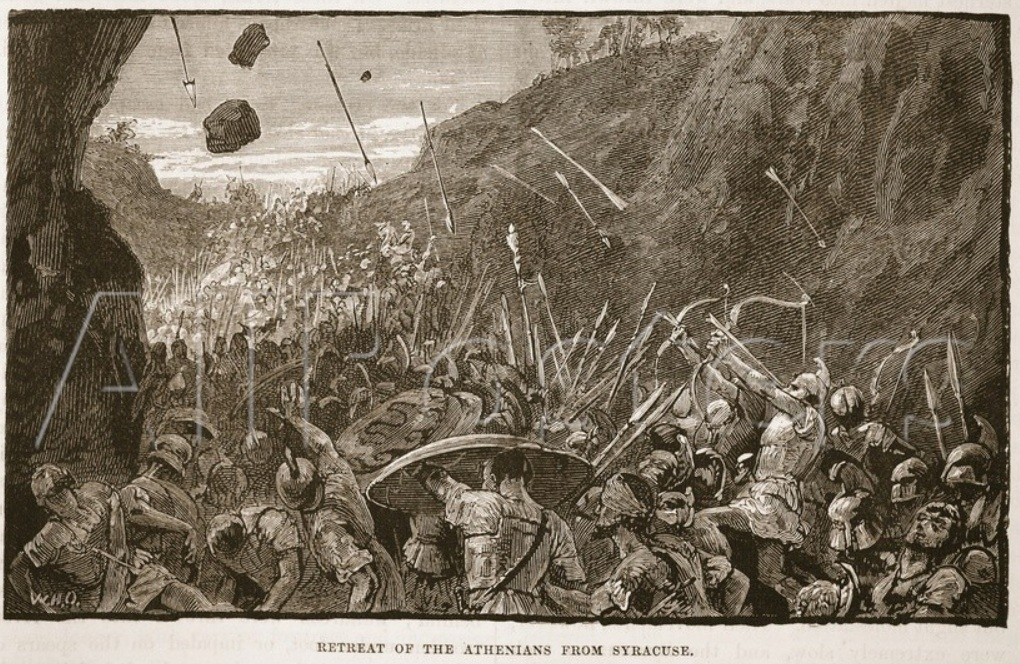
Terugtocht van de Atheners

Op 13 september verlieten de Atheners het kamp met achterlating van hun onbegraven doden en hun gewonden. De overlevenden, inclusief alle niet-strijders, telden 40.000 man en enkele gewonden kropen achter hen aan zover ze konden. Zo marcherend versloegen zij een kleine Syracusaanse eenheid die de rivier Anapos bewaakte, maar andere eenheden van cavalerie en lichte troepen vielen hen continu lastig.
Bij de rivier Erineos raakten Demosthenes en Nicias van elkaar gescheiden. Demosthenes werd aangevallen door Syracuse en was gedwongen om met zijn 6000 troepen te capituleren. De rest van de Syracusanen volgden Nicias tot aan de rivier Assinaros, waar Nicias' troepen gedesoriënteerd raakten in de stormloop naar drinkwater. Vele Atheners werden vertrapt en andere werden gedood door onderlinge gevechten.
Aan de andere kant van de rivier wachtte een troepenmacht uit Syracuse, en de Atheners werden bijna volledig uitgemoord, verreweg de ergste nederlaag van de gehele expeditie in termen van aantal verloren levens. Nicias gaf zich persoonlijk over aan Gylippus, in de hoop dat de Spartaan zich zijn rol in het vredesverdrag van 421 v.Chr. zou herinneren. De weinigen die konden ontsnappen vonden toevlucht in Catania.
De gevangenen, nu slechts 7000 in aantal, werden vastgehouden in de steengroeve nabij Syracuse, aangezien er nergens anders ruimte was. Demosthenes en Nicias werden geëxecuteerd, tegen de orders van Gylippus in. De rest bracht tien gruwelijke weken door onder de slechtste omstandigheden in hun geïmproviseerde gevangenis, totdat alle gevangenen, behalve de Atheners, Italianen en Sicilianen, als slaven verkocht werden.

## Atheense reactie
In Athene geloofden de burgers in eerste instantie de berichten over de nederlaag niet. Toen ze zich de omvang van het gebeurde realiseerden, dachten ze in paniek dat Attica nu voor het grijpen lag, aangezien de Spartanen zo dichtbij in Decelea waren.
De nederlaag veroorzaakte tevens een enorme verschuiving in het beleid van vele andere staten. Tot dan toe voegden neutrale steden zich bij Sparta, aannemende dat Athenes ondergang nu nabij was. Ook kwamen vele bondgenoten van Athene in de Delische Bond in opstand, en ook al begon de stad meteen met de herbouw van haar vloot, voor het moment kon zij hier weinig tegen doen. De rampzalig verlopen expeditie bracht Athene aan het wankelen. Zo'n 9.000 hoplieten hadden het leven gelaten. Ook al was dit een grote slag, de voornaamste zorg was het verlies van de gigantische vloot die naar Sicilië gestuurd was. Triremen konden worden vervangen, maar dat gold niet voor de 25.000 ervaren zeelieden die ten onder gegaan waren. Athene moest er nu op vertrouwen dat slecht getrainde slaven de ruggengraat van haar nieuwe vloot zouden vormen.
In 411 v.Chr. werd de Atheense democratie omvergeworpen ten voordele van een oligarchie, en de Perzen sloten zich aan bij Sparta. Ook al zagen de zaken er slecht uit voor Athene, toch bleek het in staat om zich binnen enkele jaren te herstellen. De oligarchie werd snel afgedankt en Athene won de Slag bij Cynossema. Het verlies in de Siciliaanse expeditie betekende het begin van het einde voor Athene. Tegen 404 v.Chr. werd het verslagen en ingenomen door Sparta.

## Antieke bronnen
- Thucydides, Historiai V-VI.
- Plutarchus, Alkibiades, Nikias.